# Chromecast

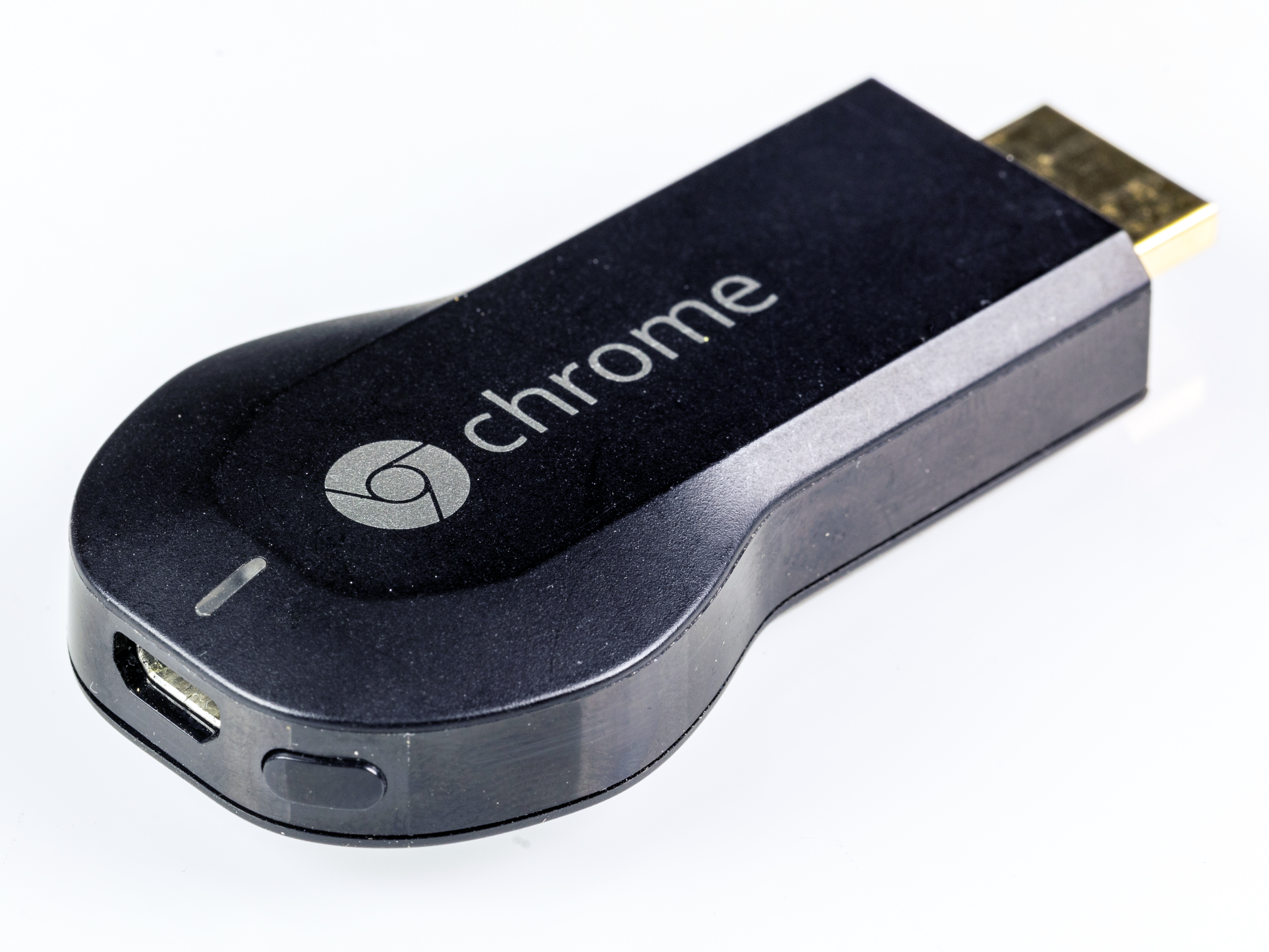
Första generationens Chromecast

Chromecast är en digital medieströmningsenhet utvecklad av Google. Enheten är en HDMI-dongel, som via ett Wi-Fi-nätverk strömmar ljud- och videofiler till en HDTV. Användaren väljer själv vad som ska spelas upp på TV:n genom ett urval av mobilapplikationer, som kan installeras från App Store (iOS) eller Google Play (Android). En smartphone eller en surfplatta kan användas som fjärrkontroll efter en installation av appen Google Home från antingen App Store (iOS) eller Google Play (Android). Chromecast är även kompatibelt med Googles webbläsare Google Chrome, genom ett tillägg kallat "Google Cast" som kan installeras i webbläsaren, och sedan speglar webbsidan på TV:n.

## Bakgrund
Chromecast lanserades i USA den 24 juli 2013 till en kostnad av 35 USD. Enheten var till en början en så kallad betaversion, och erbjöd tio applikationer, bland annat Youtube och Netflix. Även om Google inte lanserade enheten utanför USA, så gick det till en början att köpa den i till exempel svensk näthandel. Kostnaden för enheten var då till en början cirka 500 kronor.
I början av februari 2014 meddelade Google att man släpper enhetens SDK, vilket kommer möjliggöra att fler appar med stöd för Chromecast kommer lanseras. Google meddelade samtidigt att man ej kommer att tillåta appar av sexuell karaktär, vilka sedan tidigare inte är tillåtna på Google Play. Efter att Google släppt SDK:n meddelade både Svt, C More Sverige, TV4 och Spotify att man kommer att utveckla Chromecaststöd för sina appar. Den 18 mars 2014 släpptes Chromecast officiellt i elva länder: Danmark, Finland, Frankrike, Italien, Kanada, Nederländerna, Norge, Spanien, Storbritannien, Tyskland och Sverige. Priset i Sverige låg då på 310 kronor. Den 29 september 2015 arrangerade Google ett event där de presenterade sina senaste nyheter. Bland de nyheter som presenterades var andra generationen av Chromecast, slarvigt kallad Chromecast 2, samt Chromecast Audio. Till de båda nya Chromecastenheterna släppte Spotify en uppdaterad app med stöd för Chromecast. Till en början var det endast andra generationen av Chromecast som fick Spotifystödet. Den 4 oktober 2016 presenterade Google den tredje versionen av Chromecast, Chromecast Ultra som innehåller stöd för 4K.

## Mediaappar

### Tv-kanaler
Den 5 maj 2014 blev Viaplay första svenska mediatjänst med stöd för Chromecast. Den 25 augusti 2014 meddelade TV4 att de påbörjar utvecklingen av Chromecaststöd, med en trolig lansering under hösten 2014. Den första appen som TV4 gav Chromecaststöd var Filmnet, vilken fick stödet i början av september 2014. Den 31 oktober 2014 släppte TV4 för ett begränsat urval en betaversion, vilken släpptes helt fritt den 7 november. Den 14 november 2014 följdes det upp av SVT publikt släppte sin betaversion med Chromecaststöd. Den 28 november 2014 uppdaterade Magine sin androidapp med att ge den stöd för Chromecast. Magine är en tjänst streamar TV-kanaler i realtid eller i efterhand. Den 2 december 2014 släppte SVT Play en uppdaterad version av sin ordinarie androidapp, med att ge den stöd för Chromecast. Och Betaappen togs samtidigt bort från Google Play. Den 9 december 2014 släppte TV4 Play en publik version med stöd för Chromecast. Den 17 mars 2015 meddelades att HBO Nordic uppdaterat sin app med stöd för Chromecast. Den 9 april 2015 blev C More, som sista svenska filmkanal, tillgänglig på Google Play med stöd för Chromecast. Fram till maj 2015 hade varken MTG eller SBS Discovery Media släppt någon app med Chromecaststöd för sina tv-kanaler, som till exempel TV3 Play eller Kanal 5 Play.

### Radiokanaler
Den 13 maj 2015 släppte Radio Play en uppdaterade app på Google Play, med stöd för Chromecast. Med det blev SBS Radio först i Sverige med Chromecaststöd för sina radiostationer som sänds via Radio Play. Senare har även andra audio-appar släppts med Chromecaststöd, bland annat Spotify, TuneIn Radio och I like radio.

## Modelljämförelse
| Föregående generation | Aktuell generation |

| Model                | Chromecast (1:a generationen)                                                          | Chromecast (2:a generationen)                                                        | Chromecast Audio                                          | Chromecast Ultra                                                                                               | Chromecast (3:e generationen)                                                                        | Chromecast med Google TV                                                                                                  |
| -------------------- | -------------------------------------------------------------------------------------- | ------------------------------------------------------------------------------------ | --------------------------------------------------------- | --- | --- | --- |
| Försäljningsstart    | 24 juli 2013 (USA) 18 mars 2014 (Sverige)                                              | 29 september 2015                                                                    | 29 september 2015                                         | 6 november 2016                                                                                                | 10 oktober 2018                                                                                      | 30 september 2020 |
| Försäljning upphörde | 29 september 2015                                                                      | 10 oktober 2018                                                                      | 11 januari 2019                                           | 30 september 2020                                                                                              | — | |
| Pris                 | 310 SEK (US$33)                                                                        | 390 SEK (US$35)                                                                      | 390 SEK (US$35)                                           | 780 SEK (US$69)                                                                                                | 390 SEK (US$35)                                                                                      | US$49.99 |
| System on a chip     | Marvell Armada 1500 Mini 88DE3005-A1                                                   | Marvell Armada 1500 Mini Plus 88DE3006                                               | Marvell Armada 1500 Mini Plus 88DE3006                    | Marvell Armada 1500 Mini Plus 88DE3009                                                                         | | Amlogic S905D3 (1.9 GHz quad-core ARM Cortex-A55) and Mali-G31 MP2 GPU                                                    |
| Minne                | 512 MB RAM DDR3L                                                                       | 512 MB RAM DDR3L                                                                     | 256 MB RAM DDR3L                                          | | | 2 GB RAM |
| Lagring              | 2 GB                                                                                   | 256 MB                                                                               | 256 MB                                                    | | | 8 GB |
| Display              | 1080p                                                                                  | 1080p                                                                                | i.u.                                                      | 4K (Ultra HD och HDR)                                                                                          | 1080p @ 60fps                                                                                        | High dynamic range (HDR10, HDR10+, Dolby Vision)                                                                          |
| Anslutningar         | *HDMI (kompatibel med CEC) *Wi-Fi (802.11 b/g/n @ 2.4 GHz) *Ethernet (med USB-adapter) | HDMI (kompatibel med CEC) *Wi-Fi (802.11 ac @ 2.4/5 GHz) *Ethernet (med USB-adapter) | Wi-Fi (802.11 ac @ 2.4/5 GHz) *Ethernet (med USB-adapter) | HDMI (kompatibel med CEC) *Wi-Fi (802.11 ac @ 2.4/5 GHz, 1x2 SIMO) *Ethernet (via medföljande med USB-adapter) | HDMI (kompatibel med CEC) *Wi-Fi (802.11 ac @ 2.4/5 GHz) *Ethernet (via medföljande med USB-adapter) | HDMI (kompatibel med CEC) *Wi-Fi (802.11 b/g/n/ac @ 2.4/5 GHz) *Bluetooth 4.2 *Ethernet (via medföljande med USB-adapter) |
| Strömförsörjning     | Micro-USB                                                                              | Micro-USB                                                                            | Micro-USB                                                 | Micro-USB | Micro-USB                                                                                            | USB-C (power adapter required)                                                                                            |
| Mått                 | 72 mm × 35 mm × 12 mm                                                                  | 51,9 mm × 51,9 mm × 13,49 mm                                                         | 51,9 mm × 51,9 mm × 13,49 mm                              | 58,2 mm x 58,2 mm x 13,7 mm                                                                                    | 51,81 mm × 51,81 mm × 13,8 mm                                                                        | 162 mm x 61 mm x 12,5 mm                                                                                                  |
| Vikt                 | 34 g                                                                                   | 39,1 g                                                                               | 30,7 g                                                    | 47 g | 40 g                                                                                                 | 56,7 g |

### Översättningar
Den här artikeln är helt eller delvis baserad på material från engelskspråkiga Wikipedia, Chromecast, 16 februari 2014.